# Paul Hillier
Paul Douglas Hillier (Dorchester, Anglaterra, 9 de febrer de 1949) és un director d'orquestra i baríton anglès. Està especialitzat en música antiga i contemporània, especialment en els compositors Steve Reich i Arvo Pärt. Va estudiar a la Guildhall School of Music and Drama, començant la seva carrera professional a la vegada que era vicari laic coral a la Catedral de Saint Paul de Londres. Va debutar en un concert el 1974 a la Purcell Room de Londres.

## Conjunts
Hillier va cofundar el Hilliard Ensemble juntament amb els seus companys Paul Elliott i el contratenor David James. Hillier va ocupar la posició de director de l'agrupació fins al 1990, quan va fundar Theatre of Voices. A més de música antiga, aquest grup explora repertori contemporani. Amb His Majestie's Clerkes de Chicago, Hillier va gravar repertori de música nord-americà primerenca, com ara les obres de William Billings en l'àlbum de A Land of Pure Delight de 1992.
Més tard, Hillier es va convertir en director de l'Institut de Música Antiga de la Jacobs School of Music de la Universitat d'Indiana i, al mateix temps, dels Pro Art Singers, romanent així fins que va deixar l'Institut el 2003. Pro Art Singers es va unir al Theatre of Voices en un parell d'enregistraments. El 2001, es va convertir en el director Artístic i Director Principal de l'Eesti Filharmoonia Kammerkoor.
Des de 2003, Hillier ha estat Director d'Ars Nova (Copenhaguen). El 2008, va ser nomenat director artístic i director del Cor de Cambra Nacional d'Irlanda.
Hillier ha registrat un nombre d'àlbums en solitari, alguns amb l'arpista Andrew Lawrence-King, amb els segells Harmonia Mundi, ECM, EMI, Finlàndia i Hyperion .

## Nomenaments acadèmics
A partir de 1980, Hillier ha ocupat diversos càrrecs acadèmics a través dels anys, més recentment el de Director de la Universitat d'Indiana a Bloomington.

## Obres
- The Catch Book (2005), Oxford University Press, ISBN 0-19-343649-3.
- A Josquin Anthology (2005), Oxford University Press, ISBN 0-19-353218-2.
- Writing on Music, 1965 – 2000 (2002), Oxford University Press, ISBN 0-19-511171-0.
- Arvo Pärt (1997), Oxford University Press, ISBN 0-19-816616-8.
- English Romantic Partsongs (1986), Oxford University Press, ISBN 0-19-343650-7.
- 300 Years of English Partsongs: Glees, Rounds, Catches, Partsongs 1600-1900 (1983), Faber & Faber, ISBN 0-571-10045-7.